# 萊斯利鎮區 (明尼蘇達州托德縣)
萊斯利鎮區（英語：Leslie Township）是位於美國明尼蘇達州托德縣的一個行政鎮區。

## 歷史
萊斯利鎮區於1876年成立，得名自早期定居者約翰·B·萊斯利（John B. Leslie）。

## 地方資料
萊斯利鎮區的面積為93.84平方千米，當中陸地面積為89.48平方千米，而水域面積為4.36平方千米。根據2020年美國人口普查的數據，當地共有人口668人，而人口密度為每平方千米7.12人。